# Paul Barbăneagră
Paul Barbăneagră (n. 11 februarie 1929, Isaccea, județul Tulcea, Regatul României – d. 13 octombrie 2009, Paris, Franța) a fost un regizor, autor, cineast, eseist, jurnalist și scenarist francez de origine română, colaborator al canalelor de televiziune „France 2”, „France 3” și al postului „Radio Europa Liberă”.
S-a stabilit în Franța în 1964 după ce a cerut azil politic cu ocazia participării la un festival de film la Tours.
Este înhumat în parcela românească a cimitirului parizian de la Thiais.

## Activitate filmică, premii
Paul Barbăneagră a câștigat premiul întâi pentru scenariul filmului său Versailles Palais-Temple du Roi Soleil ("Palatul Versailles, templu al Regelui Soare") la Festival International du Film d’Art (Festivalul internațional al filmului de artă).  Acest film a devenit primul dintr-o serie numită Architecture et Géographie sacrée ("Arhitectură și geografie sacră") din care mai face parte și documentarul Mircea Eliade et la Redécouverte du Sacré ("Mircea Eliade și redescoperirea sacrului").
În anul 1990 a câștigat Marele Premiu francez al artelor audiovizuale pentru întreaga sa activitate.

## Premii și distincții
- Ordinul „Meritul Cultural”[3]
- Premiul pentru scenariul filmului Versailles Palais-Temple du Roi Soleil (la Festivalul filmului de artă, 1976).
- Marele Premiu al Audiovizualului francez (pentru toată activitatea, 1990)

## Cărți
- Arhitectură și geografie sacră. Mircea Eliade și redescoperirea sacrului, Editura Polirom, 2000
- Symbolique de Paris: Paris sacré, Paris mythique cu Félix Schwarz, Les Éditions du Huitième Jour, 2004